# Babu M.R. Lalith
Babu M.R. Lalith (Vijayawada, 5 de gener de 1993), és un jugador d'escacs indi, que té el títol de Gran Mestre des del 2012.
A la llista d'Elo de la FIDE de l'agost de 2020, hi tenia un Elo de 2553 punts, cosa que en feia el jugador número 21 (en actiu) de l'Índia. El seu màxim Elo va ser de 2594 punts, a la llista d'abril de 2014 (posició 266 al rànquing mundial).

## Resultats destacats en competició
El 2009 fou campió del Torneig de Leiden (Països Baixos) amb 7½ de 9, per davant de Stanislav Sàvtxenko.
Lalith ha estat campió Juvenil de la Commonwealth el 2010, campió Sub19 de l'Índia els anys 2008 i 2010 i campió de la Commonwealth el 2012. L'agost de 2012 fou subcampió de l'Obert de Badalona amb 7½ de 9, els mateixos punts punts però pitjors desempat que el campió Pedro Alejandro Jiménez Fraga.
El 2013 guanyà l'Obert de Chennai per davant de Lu Shanglei en el desempat. El mateix any, fou tercer a l'Obert de Txèquia, a mig punt de Mikhailo Oleksienko i Liviu-Dieter Nisipeanu.
L'octubre de 2015 va participar en la Copa del Món on fou eliminat a la primera ronda per Radosław Wojtaszek amb el resultat de ½ a 1½.